# Luco dei Marsi
Luco dei Marsi é uma comuna italiana da região dos Abruzos, província de Áquila, com cerca de 5 540 habitantes. Estende-se por uma área de 44 km², tendo uma densidade populacional de 126 hab/km². Faz fronteira com Avezzano, Canistro, Capistrello, Celano, Civita d'Antino, Civitella Roveto, Trasacco.

## Demografia
| Variação demográfica do município entre 1861 e 2011                               |
|                                                                                   |
| Fonte: Istituto Nazionale di Statistica (ISTAT) - Elaboração gráfica da Wikipedia |